# Berliner Rugby-Verband
Der Berliner Rugby-Verband e.V. ist ein deutscher Rugby-Union-Verband mit Sitz in Berlin. Er ist einer der 13 Landesverbände des Deutschen Rugby-Verbands (DRV) und Mitglied im Landessportbund Berlin.

## Geschichte
Der Berliner Rugby-Verband (BRV) wurde 1952 in West-Berlin gegründet. Seine Vorläufer waren der Berlin-Brandenburgische Rugbyverband und der Brandenburgisch-Mitteldeutsche Rugby-Verband 1924–1930. Er besteht im Jahr 2018 aus neun Rugby-Vereinen, dem assoziierten Australian Football Club „Crocodiles“ und der Rugby-Schiedsrichtervereinigung BRURS (Berlin Rugby Union Referees Society). Von diesen Vereinen haben sich drei Clubs erst in den vorangegangenen fünf Jahren neu gebildet: der Berlin Irish Rugby Football Club, die Coepenick Captains (Rahnsdorf) und der RC Berlin Grizzlies. Der BRV hat 2018 etwa 1350 Mitglieder. Im Jahr 2000 waren es 785, 1990 gehörten 640 Mitglieder dem Verband an und 1980 waren es 526.
Aktiv betrieben wird in Berlin das traditionelle 15er-Rugby, das olympische 7er-Rugby, Schüler-Rugby (ab 6 Jahre) und Mädchen- und Frauen-Rugby. Daneben existiert Touch-Rugby (also ohne Tackling) u. a. beim Berliner RC. Die sieben Rugby-Vereine in Brandenburg (in Brandenburg/Havel, Hennigsdorf, Hohen Neuendorf, Oranienburg, Potsdam, Trebbin und Velten) bilden einen eigenständigen Verband und gehören dem Landessportbund Brandenburg an. Allerdings bestehen gelegentlich Spielgemeinschaften, die bundeslandübergreifend sind, zum Beispiel gab es die U18 als Spielgemeinschaft des Berliner Sport-Clubs (BSC) mit dem RC Velten bis 2015 und in der Saison 2017/2018 sowie 2018/19 bildet der Berlin Irish RFC mit dem RC Trebbin eine Spielgemeinschaft in der Regionalliga Nordost. In der Saison 2019/2020 bilden der SC Siemensstadt und Stahl Brandenburg eine Spielgemeinschaft.

## Mitgliedsvereine
Aktuell
Der Berliner Rugby Club (BRC), gegründet 1926, stellt derzeit drei Herrenmannschaften in der 1. und 2. Bundesliga und der Regionalliga, eine gemischte Mädchen/Frauenmannschaft. Der BRC nutzt einen Platz in Zehlendorf, in Jungfernheide-Park und im Olympiapark. Der BRC hat Nachwuchsteams in allen Altersklassen mit fast 400 Mitgliedern. Er ist Veranstalter des großen alljährlichen Nachwuchsturniers Fritz-Feyerherm-Turnier für alle Altersklassen auf dem Maifeld.
Der Rugby Klub 03 Berlin (RK 03 Berlin), gegründet 1967 als Sektion Rugby der BSG Post Berlin in Weißensee. Heute verfügt der Verein über drei Plätze in der Buschallee. Zwei Herrenteams in der 1. und 2. Bundesliga sowie eine Frauenmannschaft und Nachwuchsmannschaften in den Altersklassen U6 bis U14. 2018 hat der Verein mehr als 400 Mitglieder. Er ist Veranstalter der Berlin 7s, einem alljährlich veranstalteten internationalen Turnier für Herren- und Frauen-Mannschaften.
Berliner SV 1892 in Wilmersdorf, an der Forckenbeckstraße. Entstanden 1936 als die Rugby-Mannschaft von Tennis Borussia komplett zum BSV 1892 wechselte. Es gibt zwei Herren- und eine Frauenmannschaft, Nachwuchsteams U8 bis U16, Die Rugby-Abteilung hatte 2018 mehr als 200 Mitglieder.
SC Siemensstadt an der Buolstraße/Rohrdamm in Siemensstadt. Die Sparte Rugby wurde 1923 ins Leben gerufen. Eine Herrenmannschaft sowie AGs im Nachwuchsbereich; die Rugby-Abteilung hat mehr als 80 Mitglieder.
Der Berliner Sport-Club (BSC) befindet sich in Wilmersdorf. Die Rugby-Abteilung wurde 1934 gegründet. Die BSC-Herren spielen in der Regionalliga. Die Mannschaft besteht größtenteils aus Studenten.
Berlin Bruisers, gegründet 2012 als das erste schwule Team in Deutschland, trainiert in Treptow. Der Verein besteht aus drei Teams: einem FLINTA-Team, das in der 7er Regionalliga spielt und zusammen mit den anderen Frauen Berliner Teams an einer Spielgemeinschaft in 15er Rugby teilnimmt, einem Mens Inclusive Team und einem Touch Team. Der Verein nimmt regelmäßig an queeren internationalen Rugby Sportwettkämpfen, wie zum Beispiel die Union Cup oder die Bingham und Armanda Mark Cup, teil. Der Verein hat mehr als 170 Vereinszugehörige.
Berlin Grizzlies sind 2017 in die 1. Bundesliga aufgestiegen. Sie hatten 2017 etwa 45 Mitglieder sowie Schul-AGs. Eine zweite Mannschaft spielt in der Regionalliga seit 2018, seit Herbst 2019 als Spielgemeinschaft mit den Berlin Bruisers. Die Bundesliga-Mannschaft trug ihre Spiele zuletzt in Oranienburg aus, da ihnen der Bezirk die Nutzung ihrer ehemaligen Sportstätte, im Willi-Sänger-Stadion, entzogen hatte. Im Herbst 2021 schied die Bundesliga-Mannschaft aus dem Spielverkehr der laufenden Saison aus.
Coepenick Captains. Die Mannschaft wurde im Dezember 2015 als 7er-Rugby-Team gegründet und gehört der Vereinigten Sportgemeinschaft Rahnsdorf 49 an. Ihre 7er-Mannschaft nahm erfolgreich an der Mitteldeutschen 7er Rugby-Meisterschaft teil und seit 2016 an den Berlin-Brandenburg 7s (BB7s).
Berlin Irish RFC. Der 2016 neu formierte Verein bildete bis 2019 eine Spielgemeinschaft mit dem RC Trebbin (Rugby-Verband Brandenburg), wo auch die Heimspiele ausgetragen werden. Er besteht aus deutsch- und englischsprachigen Spielern.
Die Berlin Rugby Union Referees Society (BRURS) wurde Mitte der 1980er Jahre von Schiedsrichtern der Berlin Infantry Brigade und den Zivilangestellten der britischen Armee mit deutscher Beteiligung gegründet. Ihr gehören mehr als 30 Mitglieder an, die überwiegend aktive Schiedsrichter aus Berlin, Brandenburg und Sachsen sind.
Ehemalige Vereine, die ihre Aktivitäten eingestellt haben oder deren Rugby-Abteilungen in andere Vereine gewechselt sind
SC Komet (1912), Neuköllner Sportfreunde, SC Hornissen, SC Charlottenburg (SCC), deren Rugby-Abteilung 1920 gegründet wurde, BFC Preußen (Rugby-Abteilung seit 1923), Berliner Tennis-Club Borussia (TB, Rugby-Abteilung wurde 1928 gegründet), SC Berlin-Kaulsdorf (gegründet 1928), Polizei-Sport-Verein (Rugby-Abteilung seit 1928), JTSC Bar Kochba-Hakoah (Rugby seit 1931), Eisenbahner Sportverein ESV 53, Nachfolger war Lok Erich-Steinfurth" und die Berliner Rugbybären 1990 (Rugby-Abteilung des SC Berlin).

## Präsidenten des Berliner Rugby-Verbandes
- 1950–1956: Christian Pfeil
- 1957–1961: Christian Pfeil und Erich Kraft
- 1962–1965: Christian Pfeil
- 1965–1982: Walter Grönke
- 1982–1995: Peter Welsh
- 1995–2019: Henric Lewkowitz
- 2019–2020: Gerald Fritz
- seit 2020: Denis McGee